# Gut Zichtau

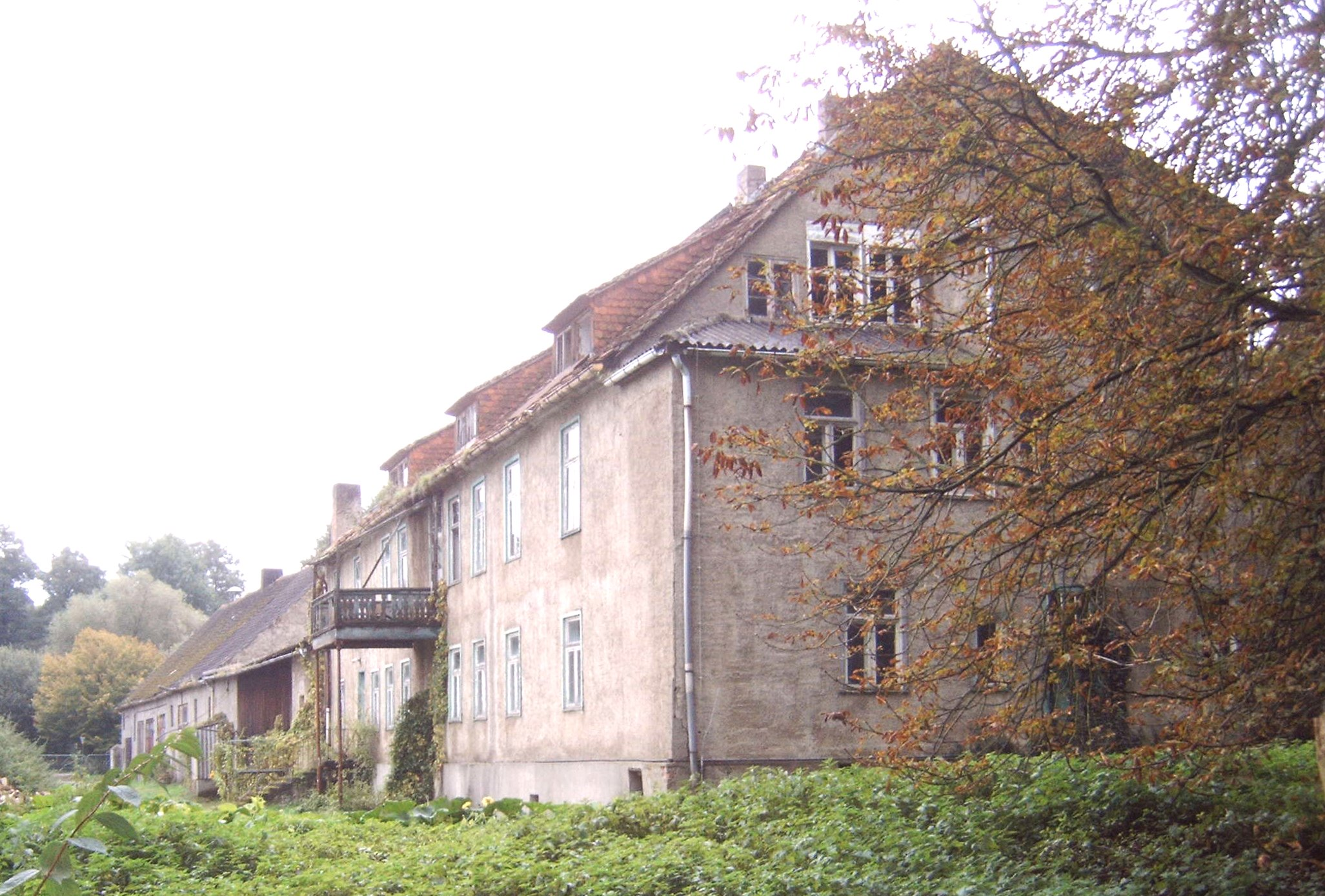
Gutshaus Zichtau (2012 abgerissen)

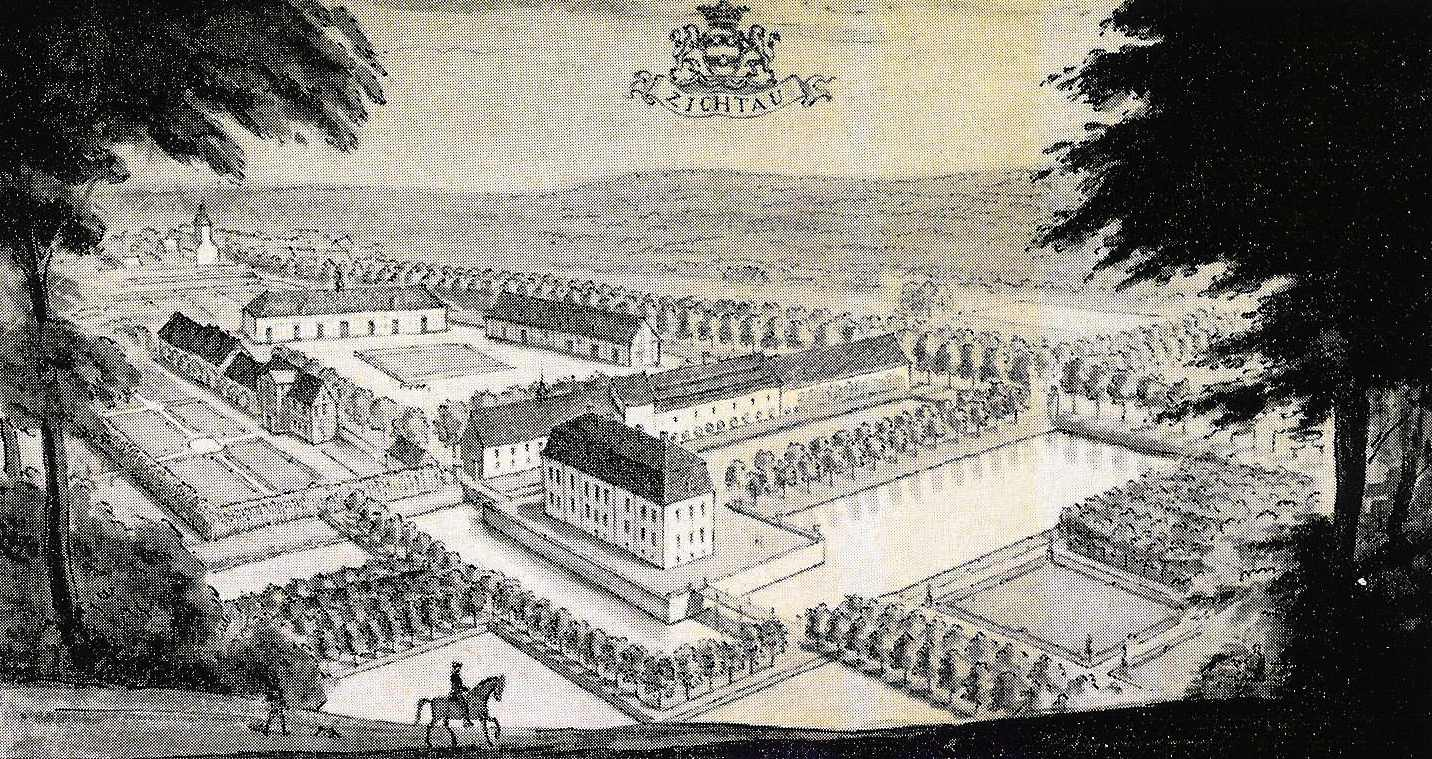
Gut Zichtau um 1750, Zeichnung von Anco Wigboldus

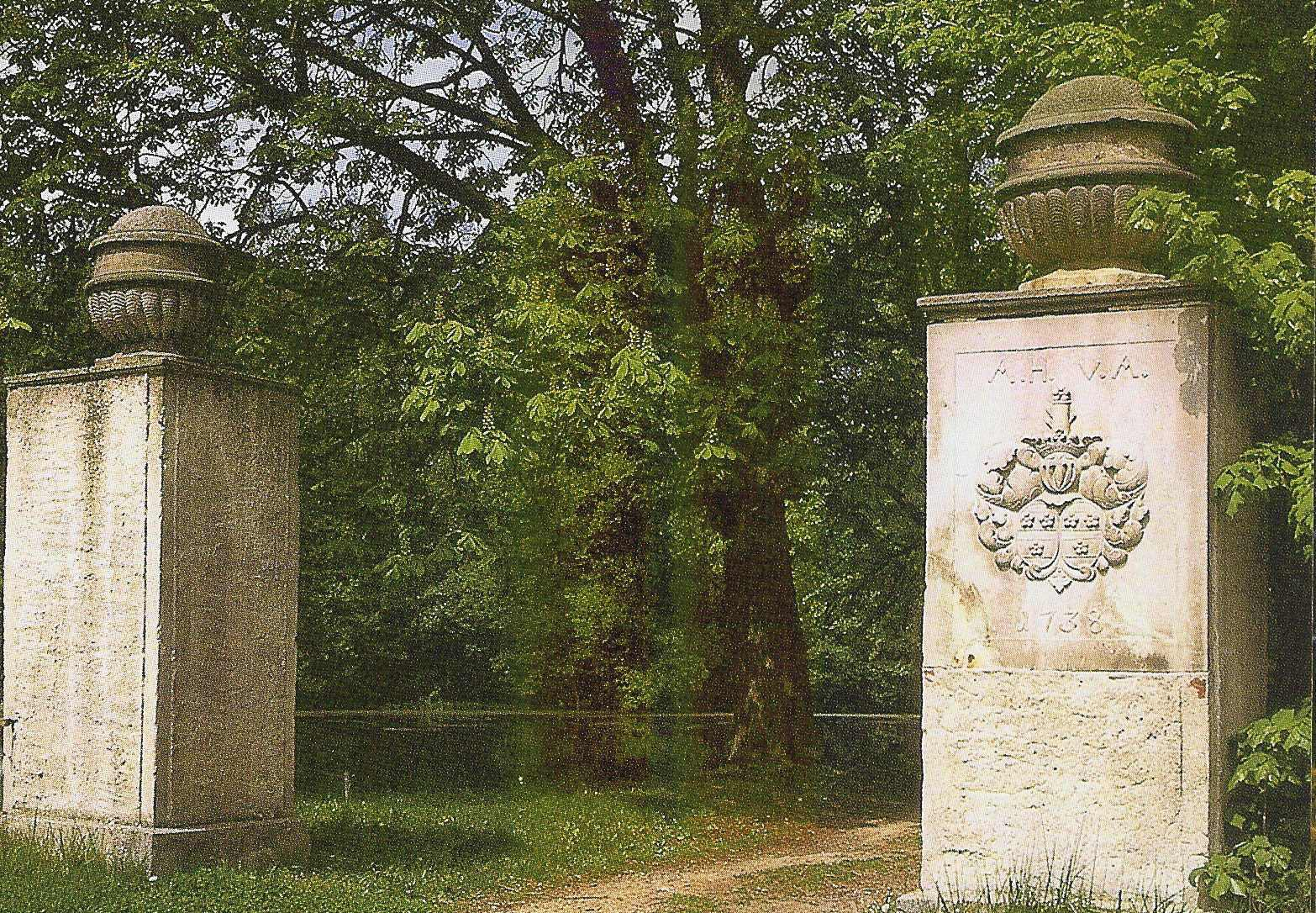
Parktor Gut Zichtau mit Allianz-Wappen der Alvensleben

Das Gut Zichtau ist ein Gutshof in Zichtau, einem Ortsteil der Hansestadt Gardelegen im Norden Sachsen-Anhalts. Die Umgebung wird von den Hellbergen geprägt.

## Geschichte
Gut Zichtau wurde um 1420 durch Ludolf VI. von Alvensleben erworben und verblieb über 400 Jahre im Besitz derer von Alvensleben. Während des Dreißigjährigen Krieges verlor Zichtau seine Einwohner durch die Pest und wurde von kaiserlichen Truppen verwüstet. Unter Busso XIII. von Alvensleben (1600–1654) wurde Gut Zichtau um 1630 wieder instand gesetzt. 1681 erfolgte unter den Söhnen Bussos die Teilung in zwei Rittergüter, die „Alte Seite“ und die „Neue Seite“. 1811 erwarb Kreishauptmann Johann Christian Solbrig (1778–1850) die „Neue Seite“ (1847 die „Alte Seite“) und ließ ab 1817 die völlig entwaldeten Hellberge wieder aufzuforsten. Um 1820 legte er einen damals viel beachteten Landschaftspark mit Teichen, Parkwegen, Pavillons, Bänken und Skulpturen am Gutshaus an und bezog in seine landschaftlichen Verschönerungen auch die Umgebung mit ein. Dazu gehörten „Lust-Wanderungen“ zum Stakenberg und Waldhausberg mit breiten, von Obstbäumen, Pappeln und jungen Birkenpflanzungen gesäumten Fußwegen, die Errichtung von Aussichts- und Ruhepunkten, ausgestattet mit Tischen, Bänken, hölzernen Tempeln und Häuschen, sowie drei Fischteiche, wovon einer, 1969 zum Waldbad umgestaltet, bis heute erhalten blieb. Mit dem Verkauf durch die Erben Solbrigs an den Herzog-Anhaltischen Köthener Staatsminister Gustav Albert von Goßler (1807–1869) wurden die beiden Güter 1853 wiedervereinigt. Der Park in Hausnähe wurde auch unter der Familie von Goßler weiter gepflegt, die landschaftlichen Verschönerungen Solbrigs im Umfeld des Gutes gingen jedoch nach 1945 mehr und mehr verloren. Nach 1945 wurde Gut Zichtau im Zuge der Bodenreform von einem Saatgutbetrieb mit Ausbildungsstätte genutzt, später durch eine Landwirtschaftliche Produktionsgenossenschaft. Der bauliche Zustand der Gutsanlage verschlechterte sich nach 1990, der Landschaftspark verwilderte.

## Rekonstruktionsbild
Das Rekonstruktionsbild zeigt das Waldtal im Vordergrund das barock umgebaute Herrenhaus „Alte Seite“ von 1600. 1789 abgebrochen, wurde es durch das daneben sichtbare, an einem Dachreiter zu erkennende Mühlengebäude ersetzt. Durch ein skulpturgeschmücktes Pfeilertor, das noch existiert, fuhr man zwischen rechteckigen Wasserflächen auf das Hauptportal des Herrenhauses zu. Ostwärts in Richtung auf die Kirche folgte der Gutshof „Neue Seite“. Hier erblickt man die Gartenfront des dazugehörenden, 1691 errichteten Wohnhauses, das ebenfalls noch steht. Beide Häuser besaßen barocke Gartenanlagen, deren Spuren im späteren Landschaftspark erkennbar blieben, der, mit Teichen, Bächen und alter Gartenplastik belebt, in die Waldungen überging. Selbst die Anhöhen ringsum waren zeitweilig durch Anlagen und Aussichtspavillons einbezogen.

## Heutiger Zustand
Mitte der 1990er Jahre erwarb Hasso Lebrecht von Blücher, ein Enkel des letzten Besitzers Fried Albert von Goßler, Gut Zichtau. Teile des Gebäudebestandes wurden 2009 bis 2011 grundlegend saniert, ein Großteil der im gemeinsamen Eigentum mit Familie Dienemann aus Gardelegen befindlichen Parkanlage konnte in Kooperation der beiden Eigentümer 2010–2012 wiederhergestellt werden. Das Gutshaus „Alte Seite“ mit Nebengebäude musste im Sommer 2012 aufgrund starker Baufälligkeit abgerissen werden; erhalten blieb der unter Denkmalschutz stehende Pavillon. Die drei erhaltenen und aufwendig sanierten historischen Gebäude „Kornspeicher“, „Orangerie“ und „Rinderstall“ werden für Feiern, Märkte, Konzerte, Lesungen, Seminare, Kunstausstellungen und Parkführungen genutzt. Besondere Ausstattungselemente im weitläufigen denkmalgeschützten Landschaftspark sind u. a. das Schmuckbeet am Pavillon, das Stauden-Gräser-Beet am Pferdeteich, der Wasserfall am Schlossteich, der Küchengarten und der „Lindendom“.
Das Gut Zichtau ist Sitz und Standort der von Blücher gegründeten Stiftung Zukunft Altmark.
2014 und 2016 wurde das Gut Zichtau mit dem „Green Flag Award“ für besonders qualitätsvolle Parkanlagen ausgezeichnet und war Preisträger des Tourismuspreises „Vorreiter Sachsen-Anhalt 2014“.
2015 erhielt der Eigentümer Hasso von Blücher das „Goldene Lindenblatt“ der Deutschen Gesellschaft für Gartenkunst und Landschaftskultur (DGGL).

## Veranstaltungen
Jährlich findet auf Gut Zichtau ein Ostermarkt statt, bei welchem regionale und überregionale Händler Produkte ausstellen.